# السادة الأفاضل (فلم)
السادة الأفاضل (بالإنجليزية: The Gentlemen) هو فيلم أكشن اجرامي كوميدي أُنتج عام 2019 من تأليف وإخراج غاي ريتشي، من قصة لإيفان أتكينسون، ومارن ديفيز، وريتشي. نجوم الفيلم هم ماثيو ماكونهي وتشارلي هونام وهنري جولدينج وميشيل دوكيري وجيريمي سترونج وإدي مارسان وكولين فاريل وهيو غرانت. تتحدث القصة عن ملك ضخم للماريجوانا في إنجلترا يتطلع إلى بيع أعماله التجارية، مما أدى إلى سلسلة من الابتزاز وخطط لتقويضه.

## روابط خارجية
- مقالات تستعمل روابط فنية بلا صلة مع ويكي بيانات